# مکدنویل (کارولینای شمالی)
مکدنویل (به انگلیسی: McAdenville) شهری در ایالت کشور ایالات متحده آمریکا است که جمعیت آن در سرشماری سال ۲۰۱۰ میلادی، ۶۵۱ نفر بوده‌است.